# Kennedy Center Honors
Los Kennedy Center Honors son el más alto honor otorgado desde 1978 por el gobierno de Estados Unidos anualmente a cinco artistas escénicos de diferentes disciplinas, por su contribución a las artes escénicas en la cultura estadounidense.

## Ubicación
La ceremonia tiene lugar en diciembre en el Kennedy Center de Washington D. C. con la asistencia del presidente de los Estados Unidos. Sin embargo en 2017 el presidente Donald Trump no asistió, a pesar de celebrarse su 40 edición y de coincidir con el año en que John F. Kennedy hubiera cumplido 100 años.

## Listado de premiados

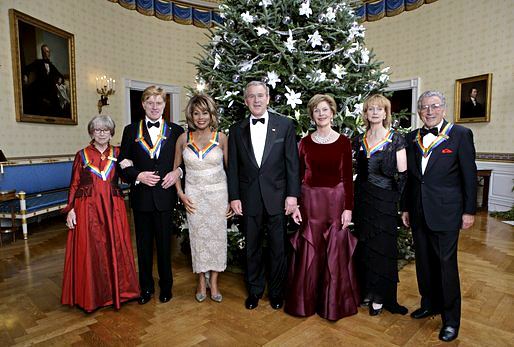
Premiados en 2005

- 1978 — Marian Anderson, Fred Astaire, George Balanchine, Richard Rodgers y Arthur Rubinstein
- 1979 — Aaron Copland, Ella Fitzgerald, Henry Fonda, Martha Graham y Tennessee Williams
- 1980 — Leonard Bernstein, James Cagney, Agnes de Mille, Lynn Fontanne, y Leontyne Price
- 1981 — Count Basie, Cary Grant, Helen Hayes, Jerome Robbins, y Rudolf Serkin
- 1982 — George Abbott, Lillian Gish, Benny Goodman, Gene Kelly, y Eugene Ormandy
- 1983 — Katherine Dunham, Elia Kazan, Frank Sinatra, James Stewart, Virgil Thomson
- 1984 — Lena Horne, Danny Kaye, Gian Carlo Menotti, Arthur Miller, Isaac Stern
- 1985 — Merce Cunningham, Irene Dunne, Bob Hope, Alan Jay Lerner & Frederick Loewe, Beverly Sills
- 1986 — Lucille Ball, Hume Cronyn & Jessica Tandy, Yehudi Menuhin, Antony Tudor, Ray Charles
- 1987 — Perry Como, Bette Davis, Sammy Davis, Jr., Nathan Milstein, Alwin Nikolais
- 1988 — Alvin Ailey, George Burns, Myrna Loy, Alexander Schneider, Roger L. Stevens
- 1989 — Harry Belafonte, Claudette Colbert, Alexandra Danílova, Mary Martin, William Schuman

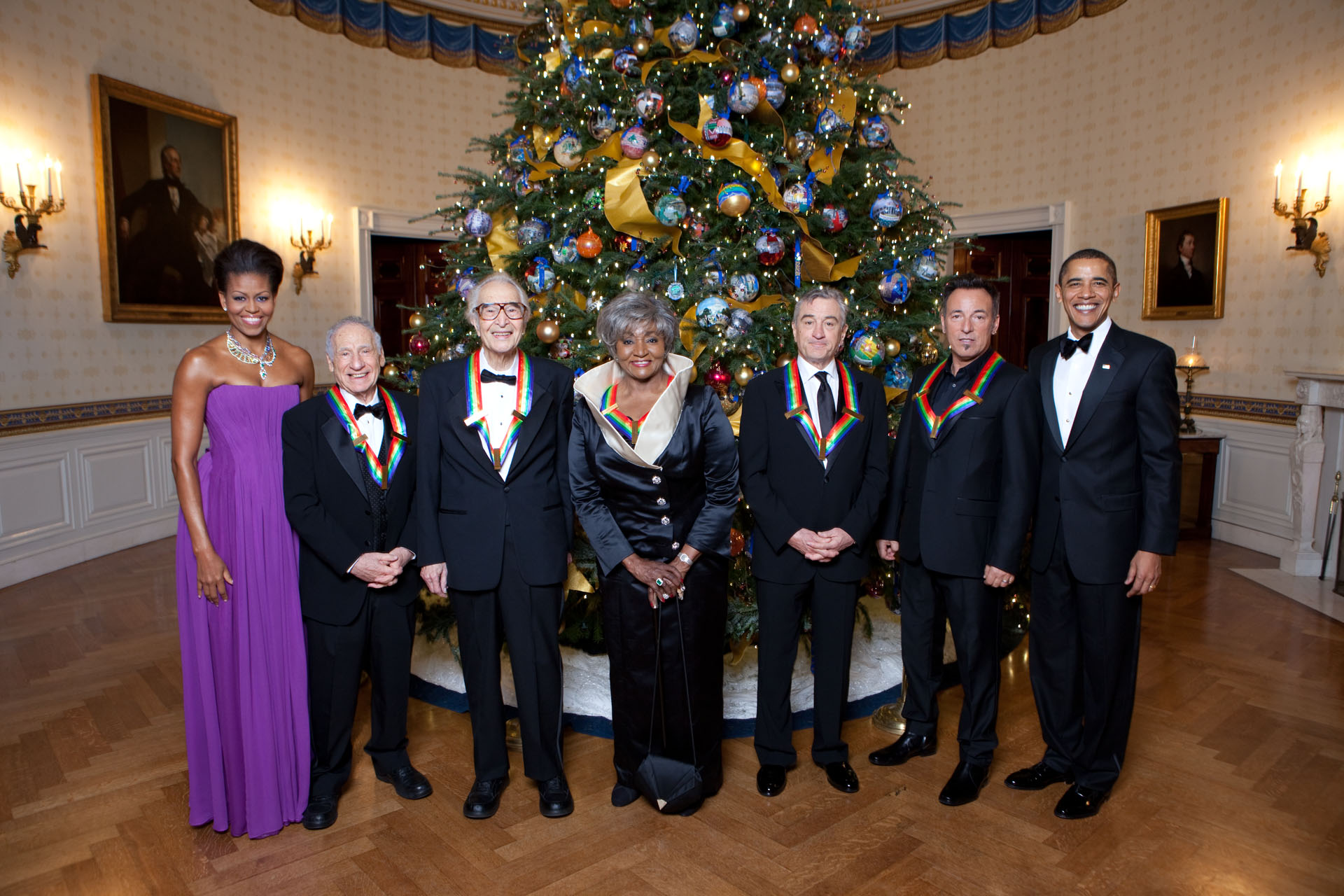
Premiados en 2009

- 1990 — Dizzy Gillespie, Katharine Hepburn, Rise Stevens, Jule Styne, y Billy Wilder
- 1991 — Roy Acuff, Betty Comden & Adolph Green, Fayard & Harold Nicholas, Gregory Peck, Robert Shaw
- 1992 — Lionel Hampton, Paul Newman & Joanne Woodward, Ginger Rogers, Mstislav Rostropóvich, y Paul Taylor
- 1993 — Johnny Carson, Arthur Mitchell, Sir Georg Solti, Stephen Sondheim, y Marion Williams
- 1994 — Kirk Douglas, Aretha Franklin, Morton Gould, Harold Prince, y Pete Seeger
- 1995 — Jacques d'Amboise, Marilyn Horne, B.B. King, Sidney Poitier, y Neil Simon
- 1996 — Edward Albee, Benny Carter, Johnny Cash, Jack Lemmon, y Maria Tallchief
- 1997 — Lauren Bacall, Bob Dylan, Charlton Heston, Jessye Norman, y Edward Villella
- 1998 — Bill Cosby, Fred Ebb & John Kander, Willie Nelson, André Previn, y Shirley Temple Black
- 1999 — Víctor Borge, Sean Connery, Judith Jamison, Jason Robards, y Stevie Wonder
- 2000 — Mijaíl Barýshnikov, Chuck Berry, Plácido Domingo, Clint Eastwood, y Angela Lansbury
- 2001 — Julie Andrews, Van Cliburn, Quincy Jones, Jack Nicholson, y Luciano Pavarotti
- 2002 — James Earl Jones, James Levine, Chita Rivera, Paul Simon, y Elizabeth Taylor
- 2003 — James Brown, Carol Burnett, Loretta Lynn, Mike Nichols, y Itzhak Perlman
- 2004 — Warren Beatty, Ossie Davis & Ruby Dee, Elton John, Joan Sutherland, y John Williams
- 2005 — Tony Bennett, Suzanne Farrell, Julie Harris, Robert Redford, y Tina Turner
- 2006 — Zubin Mehta, Dolly Parton, Smokey Robinson, Steven Spielberg, y Andrew Lloyd Webber
- 2007 — Leon Fleisher, Steve Martin, Diana Ross, Martin Scorsese, y Brian Wilson
- 2008 — Morgan Freeman, George Jones, Barbra Streisand, Twyla Tharp, y Pete Townshend & Roger Daltrey
- 2009 — Mel Brooks, Dave Brubeck, Grace Bumbry, Robert De Niro, y Bruce Springsteen
- 2010 — Merle Haggard, Jerry Herman, Bill T. Jones, Paul McCartney y Oprah Winfrey
- 2011 — Barbara Cook, Neil Diamond, Yo-Yo Ma, Sonny Rollins y Meryl Streep
- 2012 — Buddy Guy, Dustin Hoffman, Led Zeppelin (John Paul Jones, Jimmy Page y Robert Plant), David Letterman y Natalia Makarova
- 2013 — Martina Arroyo, Herbie Hancock, Billy Joel, Shirley MacLaine y Carlos Santana
- 2014 — Al Green, Tom Hanks, Patricia McBride, Sting, Lily Tomlin
- 2015 — Carole King, George Lucas, Rita Moreno, Seiji Ozawa, y Cicely Tyson[2]
- 2016 — Mavis Staples, James Taylor, Eagles (Glenn Frey, Don Henley, Timothy B. Schmit y Joe Walsh), Martha Argerich, Al Pacino
- 2017 — Carmen de Lavallade, Gloria Estefan, LL Cool J, Norman Lear, Lionel Richie
- 2018 — Cher, Philip Glass, Reba McEntire, Wayne Shorter, y los creadores de Hamilton: An American Musical (Lin-Manuel Miranda, Thomas Kail, Alex Lacamoire, y Andy Blankenbuehler)
- 2019 — Earth, Wind & Fire, Sally Field, Linda Ronstadt, Sesame Street y Michael Tilson Thomas
- 2020 — Dick Van Dyke, Midori, Joan Báez, Debbie Allen y Garth Brooks
- 2021 — Justino Díaz, Berry Gordy, Lorne Michaels, Bette Midler y Joni Mitchell
- 2022 — George Clooney, Amy Grant, Gladys Knight, Tania León y U2 (Bono, The Edge, Adam Clayton y Larry Mullen Jr.)
- 2023 — Billy Crystal, Renée Fleming, Barry Gibb, Queen Latifah y Dionne Warwick
- 2024 — Francis Ford Coppola, Grateful Dead (Mickey Hart, Bill Kreutzmann, Phil Lesh y Bob Weir), Bonnie Raitt, Arturo Sandoval y Teatro Apollo
- 2025 — George Strait, Kiss, Michael Crawford, Gloria Gaynor y Sylvester Stallone